# Aspidophytine
L'aspidophytine est un alcaloïde indolé qui attire l'attention de nombreux chimistes de synthèse,,,. Extraite de la « plante à cafard (en) » (présent sous la forme des trois espèces du genre  Haplophyton — Haplophyton cimicidum, Haplophyton cinereum et Haplophyton crooksii), l'aspidophytine est un insecticide particulièrement efficace contre les cafards.

## Divers
L'aspidophytine, et en particulier le stress résultant dans la difficulté de sa synthèse sont notamment cités[réf. souhaitée] dans la lettre de suicide du doctorant Jason Altom (en).